# Laurence Boisson de Chazournes
 (avril 2024).
Laurence Boisson de Chazournes, née le 28 décembre 1958 à Douala, est une juriste, avocate et professeure d'université franco-suisse.
Spécialiste d'arbitrage international, de droit de l'environnement et, en particulier, des questions de droit international de l'eau, elle est professeure ordinaire à l'Université de Genève et directrice du Center for international dispute settlements, un centre de recherche et d'enseignement commun à l'Institut de hautes études internationales et du développement et à l'Université de Genève.

## Biographie

### Origines et enfance
Laurence Boisson de Chazournes naît le 28 décembre 1958 à Douala, au Cameroun. Elle est binationale franco-suisse.
Après avoir vécu quelques années au Cameroun et au Nigeria, elle grandit à Lyon.

### Études et parcours professionnel
Elle accomplit des études en science politique et sociologie à l'Université Lyon II et en droit à l'Université Lyon III. En 1980, elle obtient à Lyon le certificat d'aptitude à la profession d'avocat. En 1991, elle finit sa thèse de doctorat auprès de l'Institut de hautes études internationales et du développement intitulée Les contre-mesures dans les relations internationales économiques, sous la direction de Pierre-Marie Dupuy. Son frère de thèse (en) est Marcelo Kohen. La même année, elle obtient l'habilitation à diriger des recherches auprès de l'Université Paris-Panthéon-Assas.
Entre 1995 et 1999, elle est conseillère principale de la Banque mondiale pour les questions de droit international et de droit de l’environnement.
En 1999[réf. nécessaire], elle est nommée professeure ordinaire de droit international aux facultés de droit et de traduction et d'interprétation de l'Université de Genève.
En parallèle à ses activités d'enseignement, elle agit comme experte ou conseillère auprès d'États, d'organisations internationales ou d'autres entités. Entre 2011 et 2017, elle est notamment membre du Comité consultatif du Conseil des droits de l'homme des Nations Unies. Elle agit également en qualité d'arbitre auprès de diverses institutions et tribunaux ad hoc ou permanents, notamment la Cour permanente d'arbitrage, le Tribunal arbitral du sport et le Centre international pour le règlement des différends relatifs aux investissements.
En sa qualité d'avocate, elle est active au sein de l'étude britannique Matrix Chambers (en).
En 2022-2023, elle est titulaire de la chaire annuelle "Avenir commun durable" du Collège de France.

## Distinctions

### Décorations
Le 15 mai 2015, Laurence Boisson de Chazournes est nommée au grade de chevalier dans l'ordre national du Mérite au titre de « professeur de droit international public à la faculté de droit de l'université de Genève (Suisse) ; 25 ans de services ».
Le 29 décembre 2023, elle est nommée au grade de chevalier dans l'ordre national de la Légion d'honneur au titre de « professeure de droit international et de droit des organisations internationales à l'université de Genève (Suisse) ; 31 ans de services ».

### Titres
En 2014, elle est docteure honoris causa de l'Université Aix-Marseille
Elle est titulaire du prix Elisabeth Haub (en) pour le droit et la diplomatie environnementale, remis par l'Université Pace, reçu en commun avec Hilario Davide Jr. (en).